# Renukoot
Renukoot là một thị xã và là một nagar panchayat của quận Sonbhadra thuộc bang Uttar Pradesh, Ấn Độ.

## Nhân khẩu
Theo điều tra dân số năm 2001 của Ấn Độ, Renukoot có dân số 53.524 người. Phái nam chiếm 57% tổng số dân và phái nữ chiếm 43%. Renukoot có tỷ lệ 73% biết đọc biết viết, cao hơn tỷ lệ trung bình toàn quốc là 59,5%: tỷ lệ cho phái nam là 80%, và tỷ lệ cho phái nữ là 64%. Tại Renukoot, 14% dân số nhỏ hơn 6 tuổi.